# Alpidia García Moral
Alpidia García Moral, coneguda com Maruxa, (Sobrado, 1905 - Villasinde, 17 de març de 1949) va ser una guerrillera  antifranquista de la comarca del Bierzo, a la província de Lleó.

## Trajectòria
Després del cop d'estat del 18 de juliol de 1936, el poble de Sobrado, majoritàriament d'esquerres, va ser arrasat pels sollevats del bàndol franquista. El marit d'Alpidia, José Losada Granja, i el seu germà Serafín van aconseguir fugir però, al cap de pocs mesos, van ser capturats i afusellats a Portela de Aguiar.
Un cop acabada la Guerra Civil, es va començar a organitzar la resistència. Alpidia García es va convertir en enllaç de la guerrilla i la seva llar va servir de punt de suport.
El 1943, durant un control rutinari, la Guàrdia Civil va sorprendre un grup de guerrillers a casa seva. En l'enfrontament van morir un sergent i un guàrdia i diversos veïns van ser ferits en ser confosos amb els guerrillers i també una dona, Dorinda Ríos García, va resultar morta mentre es trobava retinguda pels agents. Els guerrillers van aconseguir fugir i Alpidia García va marxar amb ells. Angela Losada García, la seva filla, es va lliurar l'endemà a la Guàrdia Civil que, de moment, la va deixar en llibertat per ser menor, però en arribar a l'edat penal, va ser condemnada a vuit anys de presó, que va complir a la Presó Central de Dones d'Amorebieta (Biscaia) i a la Antiga presó de Segòvia.
Alpidia García Moral es va unir al grup de Silverio Yebra Granja, pertanyent a la Federació de Guerrilles de León-Galícia, juntament amb Abelardo Macías Fernández, Oliveros Fernández Armada. i Hilario Álvarez Méndez. Va romandre a les muntanyes gairebé sis anys amb el seu nou company Victorino Nieto Rodríguez.
El 17 de març de 1949 el grup va desarticulat. Alpidia García, capturada amb vida, va ser assassinada per un sergent de la Guàrdia Civil en presència de diversos veïns de Villasinde.Abelardo Macias i Hilario Álvarez també van morir en la refrega, mentre que Oliveros Fernández i Victorino Nieto van aconseguir fugir.